# 下萱津
下萱津（しもかやづ）は、愛知県あま市の大字。

## 地理
あま市の東部、旧甚目寺町域の南東部に位置する。27の小字が設置されているが丁目は設定されていない。

### 河川
- 五条川
- 庄内川
- 新川

### 小字
現行字についての五十音順で配列している。
| - 池端（いけばた） - 市ノ坪（いちのつぼ） - 江西（えにし） - 替地（かえち） - 北ノ川（きたのかわ） - 九石（きゅうこく） - 九反田（きゅうたんだ） - 切戸（きりど） - 銀杏木（ぎんなんぎ） - 五反田（ごたんだ） - 十三石（じゅうさんごく） - 十三石新田（じゅうさんごくしんでん） - 宿ノ口（しゅくのくち） - 新替（しんがえ） | - 末広（すえひろ） - 砂入（すないり） - 宝（たから） - 長者（ちょうじゃ） - 坪井（つぼい） - 中道（なかみち） - 蓮池（はすいけ） - 未見取（ひつじみとり） - 平島（ひらしま） - 孫左池（まございけ） - 山（やま） - 山伏（やまぶし） - 六石（ろっこく） |

## 歴史

### 地名の由来
平安期には草津の渡しがあった。草津社祭神草野姫に由来するという説、海津が転じたとする説があり、その萱津の南に位置することから下萱津となった。。

### 沿革
- 江戸時代 - 尾張国海東郡の尾張藩領清須代官所支配の下萱津村として所在[7]。
- 1889年（明治22年） - 上萱津村、中萱津村と合併し、萱津村となる[7]。
- 1906年（明治39年） - 合併に伴い、甚目寺村大字下萱津となる[7]。
- 1913年（大正2年） - 海部郡成立に伴い、同郡甚目寺村大字下萱津となる[7]。
- 1932年（昭和7年） - 町制施行に伴い、甚目寺町大字下萱津となる[7]。

## 世帯数と人口
2019年（令和元年）5月1日現在の世帯数と人口は以下の通りである。
| 大字   | 世帯数    | 人口    |
| ------ | --------- | ------- |
| 下萱津 | 1,046世帯 | 2,364人 |

### 人口の変遷
国勢調査による人口の推移
| 2010年（平成22年） | 2,372人 | [ 8 ] |  |
| 2015年（平成27年） | 2,320人 | [ 9 ] |  |

## 学区
市立小・中学校に通う場合、学区は以下の通りとなる。また、公立高等学校に通う場合の学区は以下の通りとなる。
| 番・番地等 | 小学校                 | 中学校                 | 高等学校 |
| ---------- | ---------------------- | ---------------------- | -------- |
| 全域       | あま市立甚目寺南小学校 | あま市立甚目寺南中学校 | 尾張学区 |

## 施設
- 株式会社日本デリカフレッシュ名古屋工場
- ザ・ダイソーあま市甚目寺店
- 買取王国甚目寺店
- JOYJOY甚目寺店（カラオケ）
- 亜熱帯甚目寺店（漫画喫茶）
- ロイヤルホスト甚目寺店
- 吉野家甚目寺店
- モスバーガー甚目寺店
- ケンタッキー甚目寺店
- ピザハット甚目寺店

## 交通
付近を名鉄バスなどの一般路線バスは通っていない。あま市巡回バスが通っている。

### 道路

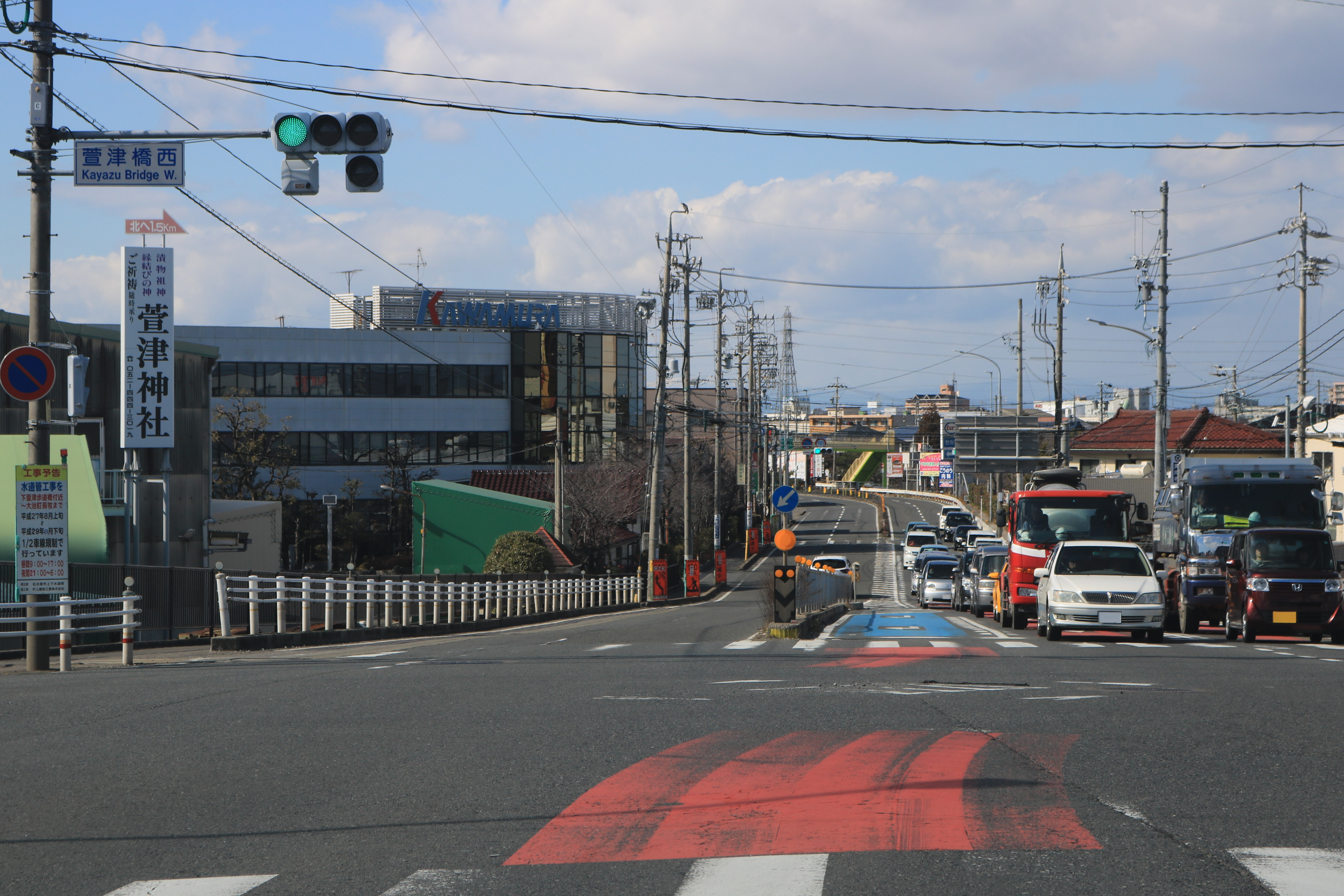
愛知県道79号あま愛西線（甚目寺街道）の起点である愛知県道59号名古屋中環状線および愛知県道200号名古屋甚目寺線との萱津橋西交差点

- 愛知県道59号名古屋中環状線
- 愛知県道79号あま愛西線（甚目寺街道）
- 愛知県道200号名古屋甚目寺線

## その他

### 日本郵便
- 郵便番号 : 490-1114[3]（集配局：甚目寺郵便局[12]）。